# Karl Josef von Gatterburg
Karl Josef Graf von Gatterburg (auch Karl Josef Graf Gattermayer von Gatterburg; * 31. Juli 1775 in Retz; † 12. September 1827 ebenda) war ein österreichischer Adeliger, Major und Ritter des Maria-Theresia-Ordens.

## Herkunft
Karl Josef war der Sohn von Graf Prokopp Anton von Gatterburg (* 23. März 1755; † 1805) und Maria Anna Gräfin von Vetter von der Lilie (* 13. März 1753; † 20. Mai 1838).

## Leben
Er absolvierte die Theresianische Militärakademie in Wiener Neustadt und kämpfte bereits als Kadett im Infanterie-Regiment (Kheul). Anschließend kam er als Leutnant in den Generalstab. Am 1. Mai 1800 führte er die Vorhut bei Due Fratelli und konnte dort eine wichtige Anhöhe erobern. Anschließend kam er als Rittmeister zur Sümegher Militz-Kavallerieu. 1805 war er Major im Generalstab. 1809 kam er mit dem 1. Husaren-Regiment nach Polen. Dort besiegte am 11. Juni 1809 er bei Jetlinkso eine überlegene polnische Einheit. Später erobert er mit nur 150 Mann die feindlichen Magazine in Lovicz, Lenschitz, Konin und Schleschin. Für seine Verdienste von 1809 und seinen Mut bei Jedlinsko wurde ihm 1810 das Ritterkreuz des Maria-Theresien-Ordens verliehen. 1811 wurde er k.k. Kämmerer, 1812 trat er in den Ruhestand.
Mit Beginn der Befreiungskriege kehrte er zum Armee zurück. Er kämpfte am 19. Oktober 1813 bei Naumburg, war den General Bertrand eine ganze Armee vermuten ließ und ihn zum Rückzug veranlasste. Dieses ermöglichte den Saaleübergang zu besetzen. Am 20. März 1814 griff er im Gefecht bei Limonset erfolgreich ein, als die Division Hardegg und die Brigade Coburg bereits an Boden verloren. Ein letztes Mal zeichnete er sich dann im Gefecht bei Chirens am 30. März aus. Am 16. Mai 1816 wurde er endgültig pensioniert und zog sich auf seine Güter zurück.
Für seine Taten erhielt er dem St.-Annen-Orden zweiter Klasse als auch das sardinische Mauritius und Lazarusorden.

## Familie
Gatterburg heiratete am 1. Januar 1801 Elisabeth Ott von Bátorkéz (* 28. August 1783; † 1833), eine Tochter des FML Karl Ott von Bátorkéz. Das Paar hatte mehrere Kinder:
- Ferdinand Malkolm (* 19. März 1803; † 12. Dezember 1882) ⚭ 1828 Gräfin Maria von Podstatzky-Liechtenstein (* 27. August 1803; † 30. Dezember 1864)
- Caroline Mathilde Marie Statyra Beatrix (* 31. März 1804; † 1. September 1881) ⚭ 1833 Freiherr Karl Ludwig von Rosenfeld († 27. Mai 1869), Mitglied des Herrenhauses des Reichsraths auf Lebenszeit